# Ilse Aichinger
Ilse Aichinger (Viena, 1 de novembro de 1921 – 11 de novembro de 2016) foi uma escritora austríaca.
Pertencente ao Grupo 47, estreou-se como o romance  Die größere Hoffnung (1948), em que evoca as perseguições raciais de que ela própria fora vítima durante a ocupação alemã.
Nas novelas do seu volume Der Gefesselte (1953) procura pôr a os problemas e as inquietudes do homem moderno, prisioneiro da angústia e da precariedade. Alternando o real com o imaginário, as suas personagens ora se embrenham no realismo, não raro exagerado, ora se elevam à trascendência.
Morreu em 11 de novembro de 2016, aos 95 anos.

## Obras
- Das vierte Tor (1945)
- Die größere Hoffnung (1948)
- Spiegelgeschichte (1949)
- Der Gefesselte (1953)
- Kleist, Moos, Fasane (1987)
- Film und Verhängnis (2001)